# Сорошнево (Спасский сельсовет, Вологодский район)
Сорошнево — деревня в Вологодском районе Вологодской области.
Входит в состав Спасского сельского поселения, с точки зрения административно-территориального деления — в Спасский сельсовет.
Расстояние по автодороге до районного центра Вологды — 1 км, до центра муниципального образования Непотягово — 4 км.

## Население
| 2010 |
| ---- |
| 10   |

По переписи 2002 года население — 8 человек.